# 黙照禅
黙照禅（もくしょうぜん）は、禅宗における坐禅の流儀の1つを示す言葉。対立する言葉に看話禅がある。
宋代の禅僧、大慧宗杲が対立する宏智派の禅風を非難して「黙照邪師」と呼んだことに始まる。宏智派の禅風は始祖、宏智正覚が『黙照銘』で示した説による。これによれば、坐禅の要諦は一切の思慮分別を断絶してただ黙々と坐することによって人が持つ仏としての心性があらわれ、仏徳がそなわるところにあるという。公案の工夫参究を重視した大慧は、ただ坐るとする宏智の坐禅を空虚なものとして「黙照邪禅」と呼び、非難した。後には公案によらない坐禅の流儀一般をさす言葉となった。
日本においては、道元を祖とする曹洞宗の坐禅を臨済宗の禅僧が揶揄的に呼んだのが始まりとされる。また、否定的な意味で用いられた期間はそれほど長くなく、後には曹洞宗自身が自らの禅風を示すものとして用いた。